# Gertrud Kirchhoff
Gertrud Kirchhoff (* 26. Dezember 1902 in Schöneberg bei Berlin; † 9. Oktober 1966 in Berlin) war eine deutsche Politikerin (SPD).
Nach ihrer Ausbildung arbeitete Gertrud Kirchhoff als Krankenschwester und später als Fürsorgerin. 1919 trat sie in die Gewerkschaft und 1924 in die SPD ein.
Nach dem Zweiten Weltkrieg arbeitete Kirchhoff im Fürsorgewesen der Stadt Berlin. Im Februar 1949 rückte sie für knapp zwei Jahre in die Stadtverordnetenversammlung von Groß-Berlin nach, da Robert Rohde (1900–1958) aus dem Parlament ausgeschieden war. Ehrenamtlich war sie im Landesvorstand der Arbeiterwohlfahrt (AWO) Berlin tätig. Später leitete sie bis 1966 als Amtsrätin das Hauptpflegeamt der Stadt Berlin.